# Microlicia cinerea
Microlicia cinerea är en tvåhjärtbladig växtart som beskrevs av Célestin Alfred Cogniaux. Microlicia cinerea ingår i släktet Microlicia och familjen Melastomataceae. Inga underarter finns listade i Catalogue of Life.